# フラーテル・ジェルジ
フラーテル・ジェルジ（Fráter György、1482年 - 1551年12月16日）は、クロアチア出身のハンガリーの政治家、ローマ・カトリック教会の修道士、エステルゴム大司教、枢機卿。クロアチア人としてはユライ・ウティエシェノヴィチ＝マルティヌッツィ（Juraj Utješenović-Martinuzzi）と呼ばれる。

## 生涯
フラーテル・ジェルジはダルマチアに生れた。彼はしばしばフラテル・ゲオルギウス（Frater Georgius）と自署したため、ハンガリーの歴史ではフラーテル・ジェルジまたはその短縮形のトゥクス・フラテ（Tux Frate）と呼ばれる。彼はクロアチアの下級貴族ユライ・ウティエシェノヴィチの息子で、自身も父と同じ名前を付けられたが、ヴェネツィアの貴族家門マルティヌッツィ家の出である母親の姓を名乗った。マルティヌッツィは8歳から20歳までコルヴィン・ヤーノシュの宮廷に仕え、その後サポヤイ家に士官してサポヤイ・ヤーノシュの配下でいくつかの戦争を経験したが、やがて軍人生活に疲れ、初代隠修士聖パウロ修道会に入って28歳で修道士フラーテル・ジェルジとなった。
フラーテルのかつての主人だったサポヤイはハンガリー王に選ばれたが、対立王のフェルディナント1世（後の神聖ローマ皇帝）に攻められて逃亡を余儀なくされた。サポヤイはフラーテルに外交交渉役を務めるよう命じてハンガリーに送り込んだが、これがフラーテルにとって輝かしいキャリアの出発点になった。フラーテル・ジェルジの機転と有能さのおかげでサポヤイは1529年にブダを取り戻し、その功績を買われたフラーテルはサポヤイ宮廷で財務長官、第一顧問官の地位を与えられた。フラーテルは1534年にナジヴァーラド司教となり、1538年にオーストリアとの間でナジヴァーラドの和約を結んだ。この和約により、オーストリア側はサポヤイが王号を保持し、またハンガリーの大部分を領有することを認めた。サポヤイは死に際して生後間もない息子ヤーノシュ・ジグモンドの保護者としてフラーテルを選び、ヤーノシュ・ジグモンドはハンガリー王として即位・戴冠、フラーテルは幼王の事実上の摂政となった。フラーテルはオーストリア人に協力しようとする王母イザベラ・ヤギェロンカの行動に苛立たされた。1541年、オーストリアの軍勢がブダの城壁の下に姿を現すと、フラーテルはイザベラを逮捕し、オスマン宮廷に救援を要請した。
1541年8月28日、フラーテルはオスマン帝国のスルタン・スレイマン1世に臣従の礼をとったが、彼が赤ん坊の国王と一緒にトルコ人の軍営に身を置いていた間に、トルコの大宰相は巧妙なやり口でブダを占領した。フラーテルは、残された道はオスマン、オーストリア両者との妥協しか無いと判断した。1541年12月29日、フラーテルはジュラの和約を成立させ、これによって西ハンガリーがフェルディナントの領土となる一方、トランシルヴァニア（東ハンガリー）はオスマン帝国の宗主権下にある独立国家という形で、ヤーノシュ・ジグモンドの領土に復帰することが決まった。サポヤイ家の王国には、もともとのトランシルヴァニアに加えて、ティサ川両岸の多くのハンガリー諸郡、重要都市コシツェが属した。フラーテルの政策は、オスマン政府と敵対することなくオーストリアとの友好関係を築きあげることで、トランシルヴァニアを中立かつ領土削減されることなしに保つ、というものだった。この政策は困難な道だったが、しばらくすると目に見えて成功をおさめることになった。
1545年、トルコ人の脅威からハンガリーを防衛できないフェルディナントに対して不満の声が高まりつつあるのを知ると、フラーテルはこの機会を利用し、オーストリア領ハンガリーとトランシルヴァニアを合同させ、ヤーノシュ・ジグモンドをハンガリー民族の王として即位させようと考えた。しかしこの構想が実現不可能だと察すると、フラーテルはフェルディナントと比較的平等な関係の同盟を結ぶ方向に切り替え、この同盟構想を死ぬまで推進した。
王妃イザベラはフラーテルを嫌って常に彼と敵対しており、スルタン・スレイマン1世に讒言してフラーテルを陥れた。1550年、スルタンは反逆者フラーテルか彼の首をイスタンブールに送ってくるように命令した。王妃、モルダヴィアとワラキアのホスポダル、トルコ人による反フラーテルの包囲網が形成された。これに対してフラーテルは王妃をアルバ・ユリアから締め出し、2人のホスポダルを追放し、デヴァでトルコ軍に勝利した。フラーテルはトランシルヴァニアとサポヤイ一族の両者にとって非常に有利となるオーストリアとの同盟にイザベラが同意するよう仕向け、世辞と贈り物をしてスルタンの怒りをなだめることに成功した。フラーテルの政治的力量が実現させたオーストリアとの協定は1551年8月、クルージュ＝ナポカで開かれた議会で承認された。フラーテルはトランシルヴァニアの統治者としての地位を保持し、その後エステルゴム大司教と枢機卿の座を与えられた。ハンガリーは再び統合されたが、フェルディナントには協定で約束したようなトルコからハンガリーを防衛するだけの余裕がなく、フラーテルとしては1551年12月には自国の安全のためトルコ人に貢納金を献上せざるを得なくなった。しかし、トルコ人たちはもはや自分たちには理解に苦しむ行動をとるこの外交官を信用することは出来ず、一方でフェルディナントもハンガリーを救いたいというフラーテルの言い分を疑っていた。
トルコ人が1551年にチェナドその他の地域を占領すると、フラーテルおよび皇帝軍の将軍カスタルドとパラヴィチーニと連合して共通の敵と立ち向かった。しかしフラーテルが私的にトルコ人とハンガリー人との調停を目論み出すと、カスタルド将軍はフェルディナントにフラーテルが反逆者になったと通告し、必要とあらばフラーテルを殺す許しを求めた。フラーテルの秘書マルコ・アウレリオ・フェラーリが買収され、1551年12月8日、ヴィンツ・デ・ジョスの城の前で手紙を読んでいた主人を後ろからナイフで刺した。枢機卿は69歳の高齢にもかかわらず助かろうと抵抗したが、パラヴィチーニと一群の刺客たちに襲われて殺された。フェルディナントはフラーテル殺害の責任は自分にあるとした。フェルディナントは教皇ユリウス3世に枢機卿が反逆者であった理由を列挙した87箇条の条文を送りつけた。教皇は長く躊躇し、116人の証人を呼び出した後で、フェルディナントを免罪処分にした。